# Rotschwanz-Fruchttaube
Die Rotschwanz-Fruchttaube (Ducula rufigaster), auch Rotbauch-Fruchttaube oder Rostbauch-Fruchttaube genannt, ist eine Art der Taubenvögel, die zu den Fruchttauben zählt. Sie kommt auf Neuguinea und angrenzenden Inseln vor. Es werden zwei Unterarten unterschieden.
Die Bestandssituation der Rotschwanz-Fruchttaube wurde 2016 in der Roten Liste gefährdeter Arten der IUCN als „Least Concern (LC)“ = „nicht gefährdet“ eingestuft.

## Erscheinungsbild
Die Rotschwanz-Fruchttaube erreicht eine Körperlänge von etwa 35  Zentimetern. Sie ist damit etwas so groß wie eine mittlere Haustaube, aber etwas kompakter gebaut. Auf den Schwanz entfallen 10 bis 21 Zentimeter.  Das Gewicht liegt zwischen 410 und 580 Gramm. Es besteht kein auffälliger Geschlechtsdimorphismus. Die Weibchen sind lediglich etwas kleiner und dunkler als die Männchen.
Der Kopf und die Kehle sind grau rosa. Zur Brust und den Flanken hin geht die Färbung in einen kräftigen, goldglänzenden Zimtton über. Der Bauch und die Unterschwanzdecken sind hellbraun. Der hintere Hals sowie der obere Teil des Mantels sind blaugrau. Der übrige Mantel, der Rücken und der Bürzel sind purpurrot und glänzen irisierend. Die Handschwingen sind tief dunkelgrün. Der kurze Schwanz ist zur Hälfte von den purpurroten Oberschwanzdecken überdeckt. Der Schwanz ist dunkelbraun mit einem grünlichen bis bronzefarbenen Schimmer, das letzte Drittel ist grau. Das Schwanzende ist gerundet.
Dir Iris ist rot, die Augenringe sind dunkelrot und die Füße und Beine sind purpurrot.

## Verwechselungsmöglichkeiten
Im Verbreitungsgebiet der Rotschwanz-Fruchttaube kommt auch die zur gleichen Gattung gehörende Rotbauch-Bergfruchttaube vor. Die beiden Arten besiedeln unterschiedliche Lebensräume, die Rotbauch-Bergfruchttaube ist normalerweise in höheren Lagen als die Rotschwanz-Fruchttaube anzutreffen. Die Rotbauch-Bergfruchttaube hat außerdem einen graueren Kopf. Bürzel und die Oberschwanzdecken sind wie der Rücken bei dieser Art metallisch grün.

## Verbreitungsgebiet und Lebensraum
Das Verbreitungsgebiet der Rotschwanz-Fruchttaube ist Neuguinea und die angrenzenden Inseln. Sie kommt unter anderem auf Misool, Salawati, Batanta, Waigeo und Yapen vor.
Die gelegentlich neben der Nominatform als Unterart beschriebene Ducula rufigaster uropygialis besiedelt das nördliche Neuguinea und die Insel Yapen. Es ist noch strittig, inwieweit es sich tatsächlich um eine Unterart oder lediglich eine Kline handelt.
Die Rotschwanz-Fruchttaube ist eine waldbewohnende Taubenart. Sie kommt überwiegend in dichten, immergrünen Regenwälder im Tiefland vor. Sie ist auch an Waldsäumen entlang von Savannen anzutreffen. Sie hält sich gewöhnlich unterhalb von 600 Höhenmetern auf. Örtlich trifft man sie aber auch in den unteren Bergregionen in Höhenlagen bis 1200 Metern.

## Lebensweise
Die Rotschwanz-Fruchttaube lebt überwiegend einzelgängerisch. Sie ist eine scheue und heimlich lebende Taube, die sich überwiegend im dichten Blattwerk des unteren und mittleren Gipfelbereichs aufhält. Auch während des Fluges versucht sie im Wipfelbereich zu bleiben und fliegt Wälder nur selten in größeren Höhen. Die Lebensweise der Rotschwanz-Fruchttaube ist noch nicht sehr detailliert untersucht. Da die Populationen in den einzelnen Regionen ganzjährig stabil sind, handelt es sich offensichtlich nicht um eine nomadisch ziehende Art.
Die Rotschwanz-Fruchttaube lebt überwiegend von Früchten und ist bei der Nahrungssuche gelegentlich mit anderen Vogelarten vergesellschaftet.
Über die Fortpflanzungsbiologie dieser Art ist bislang nichts bekannt.